# Alfred Robb
Alfred Arthur Robb oder Alfred A. Robb (* 18. Januar 1873 in Belfast; † 14. Dezember 1936 in Castlereagh) war ein britischer Physiker.
Robb studierte am Queen’s College in Belfast, am St John’s College in Cambridge und kurzfristig auch an der Universität Göttingen, wo er von Woldemar Voigt beeinflusst wurde. Danach war er bei Joseph John Thomson am Cavendish-Laboratorium beschäftigt. Er wurde mit dem Croix de guerre ausgezeichnet und 1921 wurde er Mitglied der Royal Society.
Bekannt wurde er durch seine Arbeiten über die Spezielle Relativitätstheorie, wobei er versuchte (1911, 1914), den gesamten Raumzeit-Formalismus der Theorie auf axiomatisch-geometrischem Wege abzuleiten. Robb wurde deswegen auch der „Euklid der Relativität“ genannt. Robb führte dabei unter Benutzung der Nichteuklidischen Geometrie Begriffe wie Rapidität als formale Alternative zur relativistischen Geschwindigkeitsaddition ein.
Er selbst glaubte jedoch entgegen der allgemeinen Auffassung, dass die Arbeiten von Joseph Larmor und Hendrik Antoon Lorentz wichtiger für die Relativitätstheorie waren als die Arbeiten von Albert Einstein und Hermann Minkowski.

## Veröffentlichungen
- Alfred Robb: Optical geometry of motion, a new view of the theory of relativity. Heffner & Sons, Cambridge 1911 (archive.org).
- Alfred Robb: A theory of time and space. University Press, Cambridge 1914 (archive.org).
- Alfred Robb: The absolute relations of time and space. University Press, Cambridge 1921 (archive.org).
- Alfred Robb: Geometry Of Time And Space. University Press, Cambridge 1936 (archive.org).